# Da Da Dam
Chansons représentant la Finlande au Concours Eurovision de la chanson
Työlki ellää
(2010) När jag blundar
(2012)
Da Da Dam est la chanson représentant la Finlande au Concours Eurovision de la chanson 2011. Elle est interprétée par Paradise Oskar.

## Eurovision
Paradise Oskar remporte le 12 février 2011 la sélection finlandaise avec cette chanson. La chanson raconte l'histoire d'un garçon nommé Peter qui décide de prendre position pour essayer de sauver la planète, est ignoré par tout le monde, mais continue de persévérer. Il s'agit du premier single du chanteur, issu de son album Sunday Songs. Le clip est publié le 20 avril 2011.
La chanson est d'abord présentée lors de la première demi-finale eut lieu le mardi 10 mai 2011. Elle est la dixième de la soirée, suivant One More Day interprétée par Eldrine pour la Géorgie et précédant One Life interprétée par Glen Vella pour Malte. Paradise Oskar s'accompagne à la guitare.
À la fin des votes, elle obtient 103 points (111 points des téléspectateurs (3e) et 86 du jury (5e)) et finit à la troisième place sur dix-neuf participants. Elle fait partie des dix premières chansons de la première demi-finale sélectionnées pour la finale le samedi 14 mai 2011.
La chanson est la première de la soirée, précédant Love in Rewind interprétée par Dino Merlin pour la Bosnie-Herzégovine.
À la fin des votes, elle obtient 57 points (47 points des téléspectateurs (21e) et 75 points du jury (17e)) et finit à la vingt-et-unième place sur vingt-cinq participants.

## Liste des pistes
Singles de Paradise Oskar
Sunday Everyday
(2011)
| 1. | Da Da Dam | 3:02 |

## Classements

### Classements hebdomadaires
| Classement (2014)                  | Meilleure position |
| ---------------------------------- | ------------------ |
| Allemagne (GfK Entertainment)      | 46                 |
| Autriche (Ö3 Austria Top 40)       | 64                 |
| Finlande (Suomen virallinen lista) | 6                  |
| Finlande (Finland Download Chart)  | 6                  |
| Finlande (Finland Airplay Chart)   | 4                  |